# Grootmeester van Frankrijk

Versiersel van de grootmeester van Frankrijk

De grootmeester van Frankrijk (Frans: Grand Maître de France) was tijdens het ancien régime en tijdens de Restauratie het hoofd van het Franse hof (Maison du Roi), dat wil zeggen hoofd van de koninklijke huishouding.
De grootmeester van Frankrijk is een van de grootofficieren van de Kroon van Frankrijk.